# シボリカタバミ
シボリカタバミ（絞り片喰・絞り酢漿草、学名：Oxalis versicolor）は、カタバミ科カタバミ属の多年草。南アフリカ原産。園芸用に栽培される冬咲きのカタバミの一種で、クリスマスのキャンディケインや理容所の看板のサインポールなどに喩えられる紅白の特徴的な花を咲かせる。

## 特徴

### 形態
南アフリカ共和国ケープ地方原産の球根性多年草。鱗茎は黒色で径1.5cmほどの球形。高さは15～25cmほどになり、上部に三出複葉を多数つけ、3小葉はそれぞれ長さ1.5cmほどの線形である。花径は2cmほどで花弁は5枚、根本は組み合わさって花冠筒を形成し、花冠筒の内側は黄色くなる。日照に合わせて花が開閉し、晴天では大きく開き、曇天では閉じる。白い花弁の裏面に赤～濃桃色の縁取り（覆輪）が入るのが特徴で、花が閉じた状態では紅白の縞模様を形成する。

### 栽培
特徴的な見た目の花はキャンディケイン・理容所の看板・傘などに喩えられ、園芸植物として用いられる。球根の植え付けは8～9月、花期は11～3月。鉢植えにして花期はよく日に当てて管理し、休眠に入る夏季は水を切って日陰に取り込むとよい。

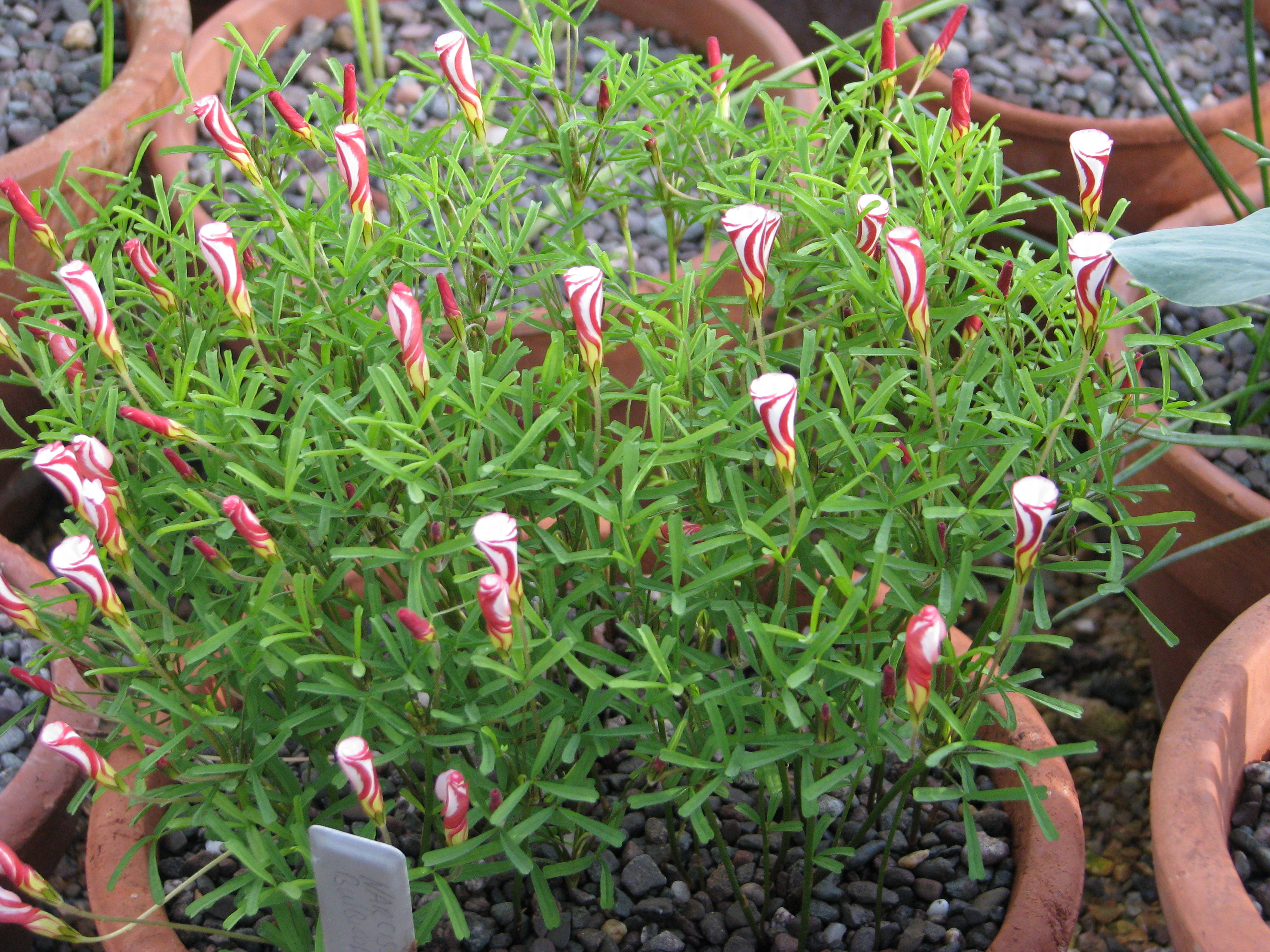
鉢植えに仕立てることが多い
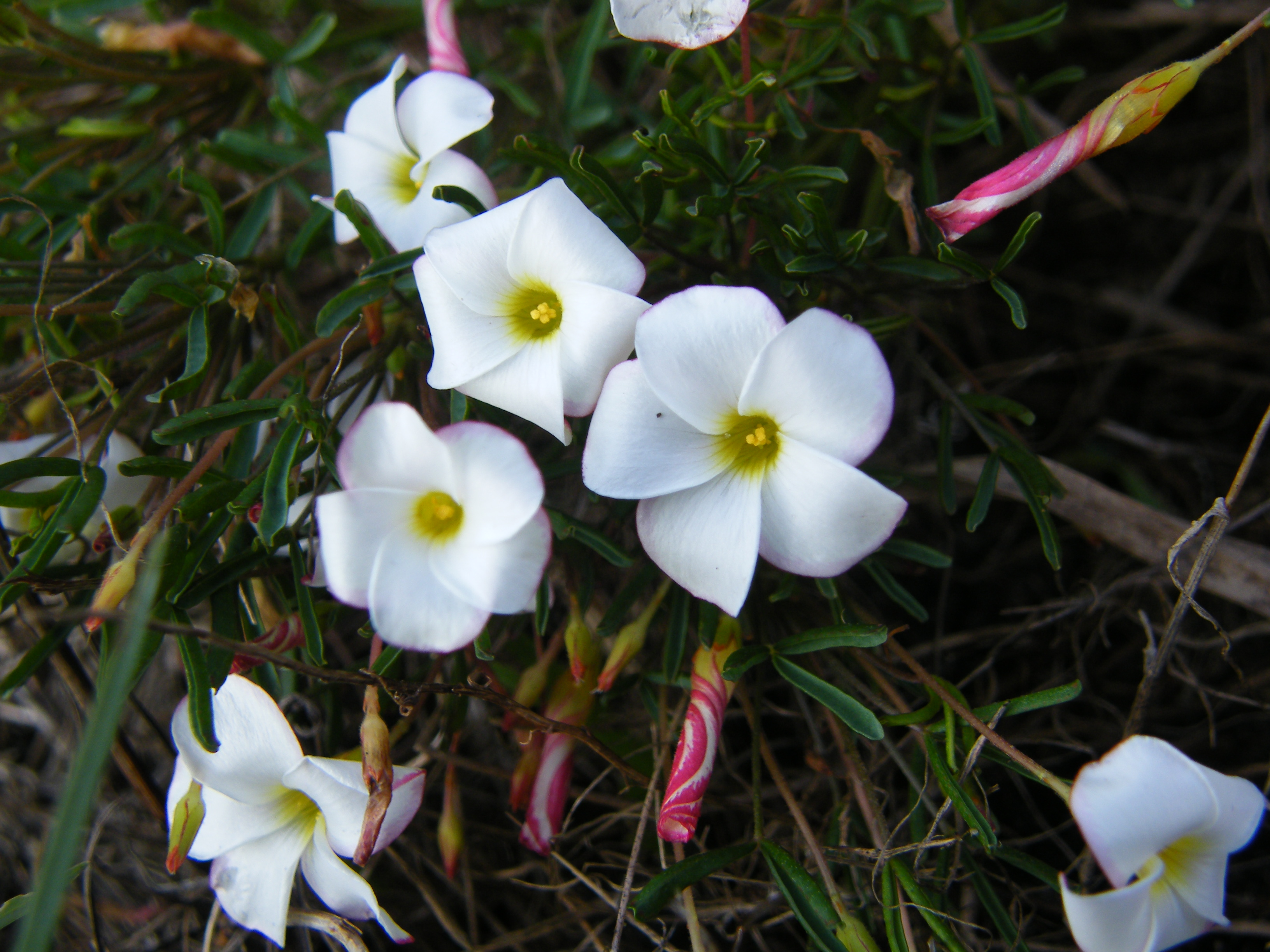
開いた状態の花、正面からは赤い縁取りは目立たない
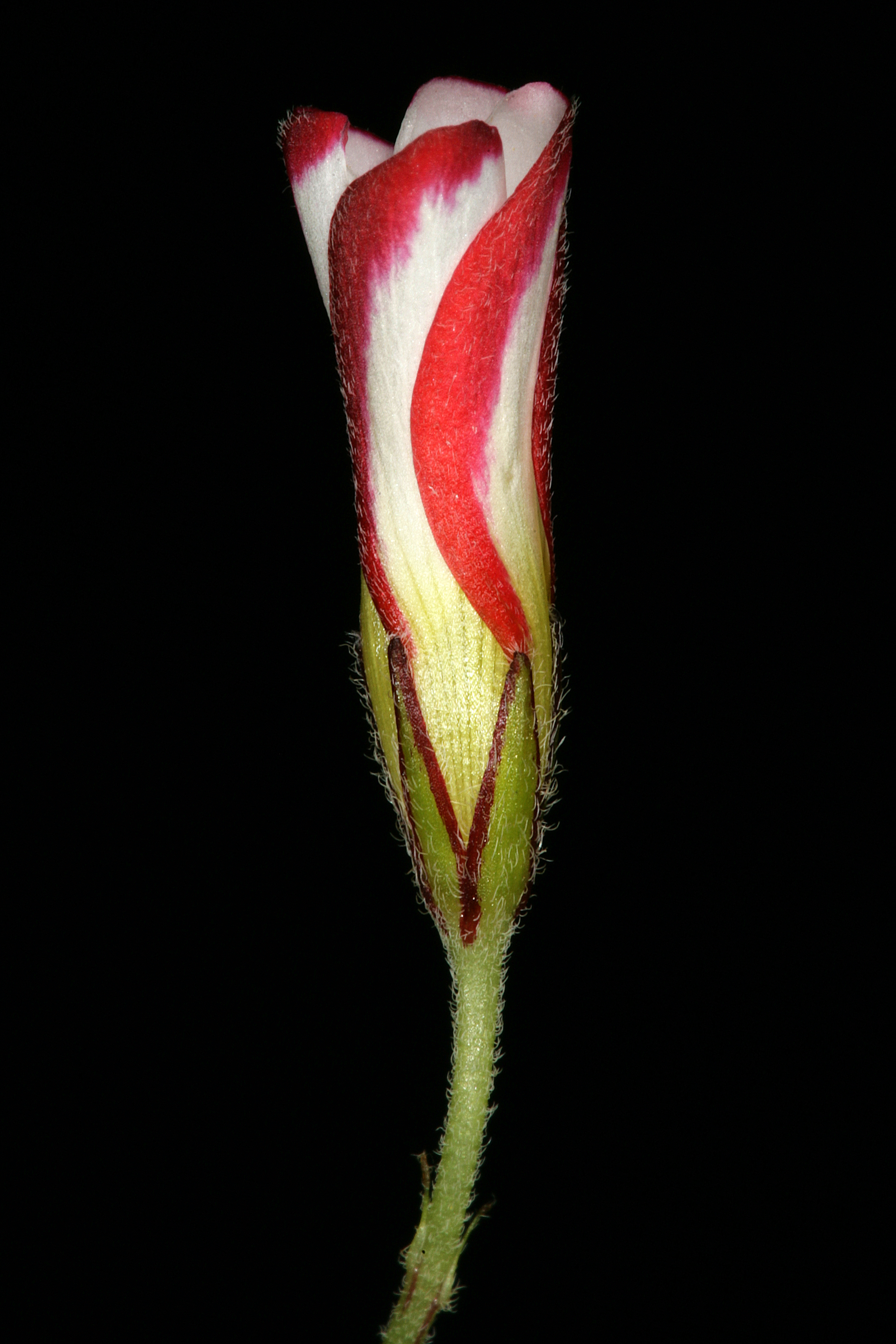
閉じた状態の花